# 松江春次
松江 春次（まつえ はるじ、1876年（明治9年）1月15日 - 1954年（昭和29年）11月29日）は、日本の男性実業家。南洋興発の創業者で初代社長。

## 生涯

### 生誕と青年期
1876年（明治9年）、現在の福島県会津若松市で旧会津藩士・松江久平の次男として生まれる。
1895年（明治28年）会津中学を卒業（1回生）。特選生として通学していた野口英世と親交があった。
1899年（明治32年）に東京工業学校（東京高等工業学校、東京工業大学を経て、現東京科学大学）を卒業し、大日本製糖（現大日本明治製糖）に入社する。
1903年（明治36年）に農商務省の海外実業練習生試験に合格し、ルイジアナ州立大学に留学。同大学院で修士号（マスター・オブ・サイエンス）を取得した。また全米各地の製糖会社を回り製糖技術を学んでいる。
1907年（明治40年）に大日本製糖に戻り、大阪工場の工場長となる。このときに日本で最初の角砂糖製造に成功している。ところが日糖事件の発覚で大日本製糖が混乱の極みに達したことと、かねてより台湾での製糖業に関心を持っていたことから、大日本製糖を退社した。
その後、台湾の斗六製糖、新高製糖の経営に参画するが、両社とも他社に吸収合併されるなどの理由で退社している。
1921年（大正10年）、松江はサイパン島とテニアン島の実地調査を行い、この地での製糖業の発展に確信を抱いた。内地に戻ると製糖業による南洋開発を関係各所に説いて回った。

### 南洋興発創業以降

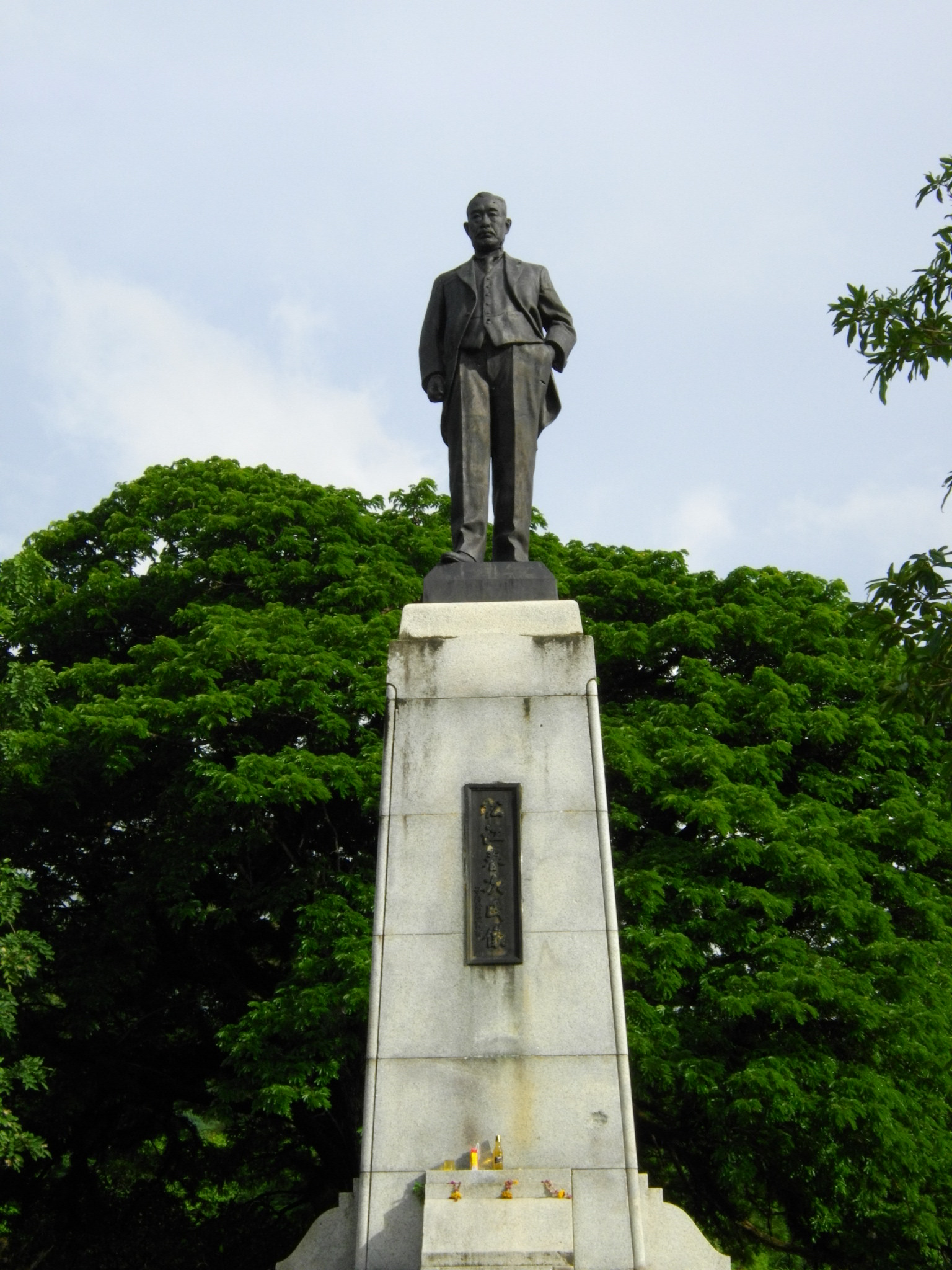
砂糖王公園に立つ松江の銅像

同年11月29日、政府と東洋拓殖の協力の下に、南洋興発を創業し、その最高経営責任者（専務取締役）となった。創業3年目で経営を軌道に乗せ、そしてテニアン島にも製糖工場を建設したのを機に、欠員だった取締役社長に就任した。その後、製糖業以外にも事業を拡大し南洋群島における最大の企業へと発展させた。
これらの経営手腕から、松江は「砂糖王（シュガーキング）」の異名をとるようになった。また、工員のために映画館・理髪店・演劇場・酒場など様々な娯楽施設をサイパン島や他の島々に建設した。
1934年（昭和9年）8月には現職社長としては異例の松江の寿像建立に至った。この松江像はサイパン戦の戦火をくぐり抜けて、現在も砂糖王公園のシンボルとして残っている。
1940年（昭和15年）、健康上の理由から社長を辞任して会長に就任した。1943年（昭和18年）には、相談役に就いて南洋興発の経営から完全に身を引くことになった。なお高木惣吉が組織した海軍ブレーントラストに海軍省顧問として参加している。この間1941年（昭和16年）から1943年（昭和18年）まで蔵前工業会理事長を務めた。
戦後、公職追放となり、追放解除後の1954年（昭和29年）11月29日、脳溢血で死去。この日は南洋興発の創業記念日でもあった。戒名は「顕光院殿春誉南洋興発大居士」である。会津会会員。正六位勲四等瑞宝章。

## 家族・親族
- 兄：松江豊寿 - 陸軍少将、板東俘虜収容所長、若松市長
- 長男：松江一郎 - 南洋興発常務、妻は吉田善吾の次女、海軍軍人として戦死）
- 次男：松江宏次 - 南洋興発専務、妻は下河辺建二の四女
- 岳父：手島精一 - 東京工業学校・東京高等工業学校（東京工業大学の前身）校長